# سفید درشت‌بال جزایر قناری
سفید درشت‌بال جزایر قناری یک گونه از پروانهها است که در تیرهٔ کاهی‌بالان قرار دارد.این پروانه بومی جزایر قناری اسپانیا است.